# 塔斯卡羅拉 (紐約州利文斯頓縣)
塔斯卡羅拉（英語：Tuscarora）是位於美國紐約州利文斯頓縣的普查規定居民點。

## 人口
根據2020年美國人口普查的數據，塔斯卡羅拉的面積為0.24平方千米，皆為陸地。當地共有人口71人，而人口密度為每平方千米295.83人。